# Josef Linda
Josef Linda (* Juni 1792 in Nové Mitrovice; † 10. Februar 1834 in Prag) war ein tschechischer Schriftsteller.

## Leben
Linda besuchte das Gymnasium in Pilsen und studierte dort anschließend Philosophie sowie später Recht in Prag. 1818 begann seine Zusammenarbeit mit der Prager Schönfeld Zeitung und seit 1820 redigierte er den Vlastenecký zvěstovatel (Patriotischer Herold). Zwei Jahre später nahm er eine Stelle bei der kaiserlichen Bibliothek an, die er drei Jahre später aufgab und sich voll dem Journalismus widmete.

## Werke
Der größte Teil seines Schaffens gehört dem Zeitungswesen.

### Poesie
- Jiří z Poděbrad (Georg von Podiebrad)
- Boží trest (Gottes Strafe)
- Vědomí (Das Bewusstsein)

### Theaterstücke
- Jaroslav Šternberk v boji proti Tatarům (Jaroslav Sternberg im Kampf gegen die Tataren)

### Prosa
- Záře nad pohanstvem nebo Václav a Boleslav (Das Leuchten über dem Heidentum oder Wenzel und Boleslav)

### Lehrbücher
- Obrazní přírodoznanská kniha s 25 kamenotiskými přimalovanými vobrazeními živočichů

### Falsifikate
Er soll gemeinsam mit Václav Hanka Autor der gefälschten Handschriften Königinhofer Handschrift und Grünberger Handschrift sein.